# Masaaki Yamazaki

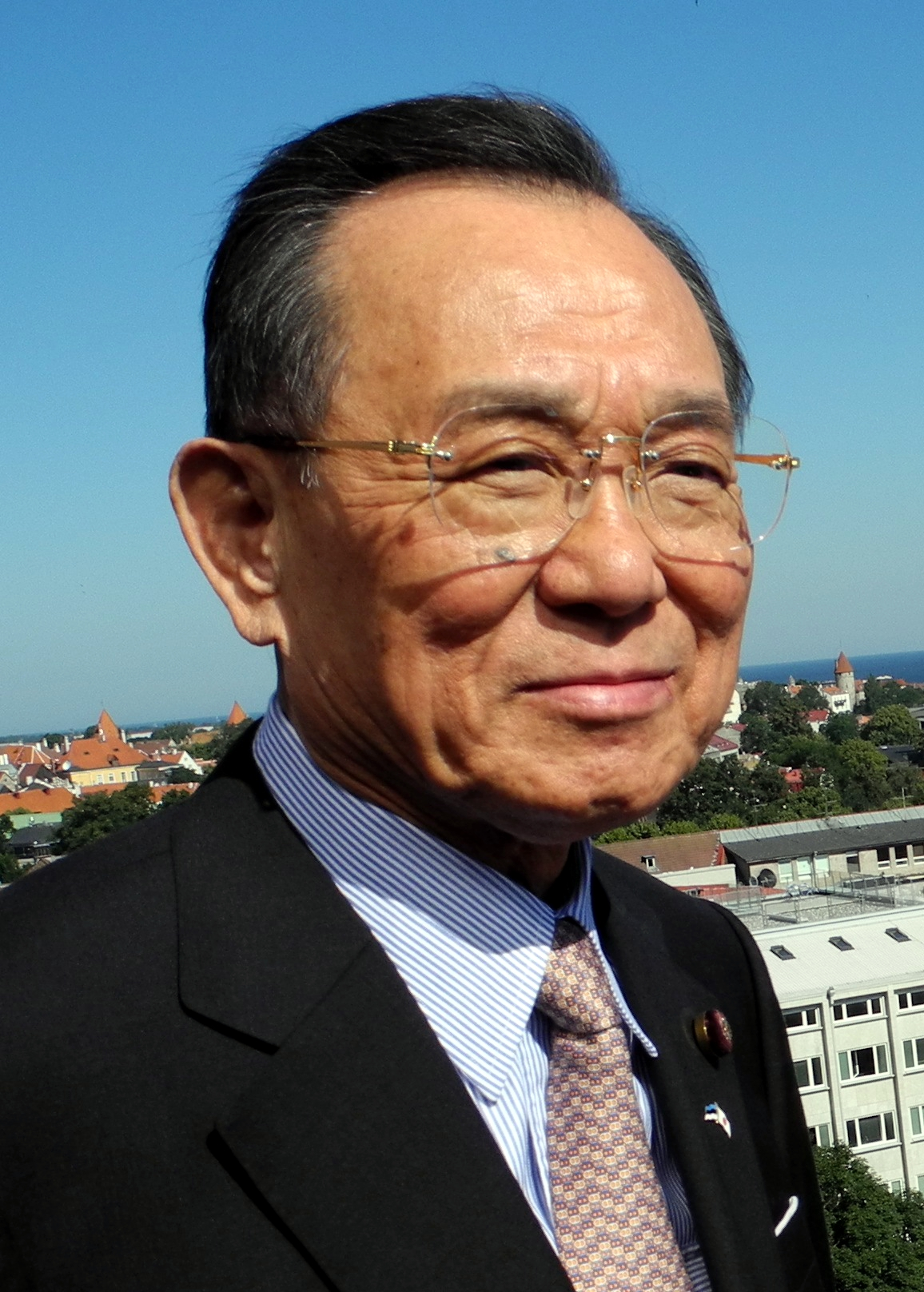
Masaaki Yamazaki

Masaaki Yamazaki (Japans: 山崎正昭 , Yamazaki Masaaki) (Ono, 24 mei 1942) was een Japans Hogerhuislid en sedert 22 september 2003 adjunct-hoofdsecretaris van het Kabinet (内閣官房副長官, naikaku kanbo fukuchokan).